# Breitenbachplatz
Der Breitenbachplatz liegt im Berliner Bezirk Steglitz-Zehlendorf, Ortsteil Dahlem an der Grenze zu den Ortsteilen Steglitz (ebenfalls Bezirk Steglitz-Zehlendorf) und Wilmersdorf im Bezirk Charlottenburg-Wilmersdorf. Von 1892 bis 1913 hieß er Rastatter Platz. Auf ihn münden die Schorlemerallee, der Südwestkorso, die Dillenburger Straße und die Schildhornstraße.

## Geschichte
Seinen heutigen Namen erhielt der Platz anlässlich der Eröffnung der U-Bahn-Linie nach Dahlem am 26. August 1913. Namensgeber war der – bei der Eröffnung anwesende – preußische Minister der öffentlichen Arbeiten Paul von Breitenbach. Er hatte wesentlichen Anteil am Bau dieser Linie. Über den U-Bahnhof Breitenbachplatz verkehren die Züge der Linie U3, die zwischen Warschauer Straße und Krumme Lanke fahren.

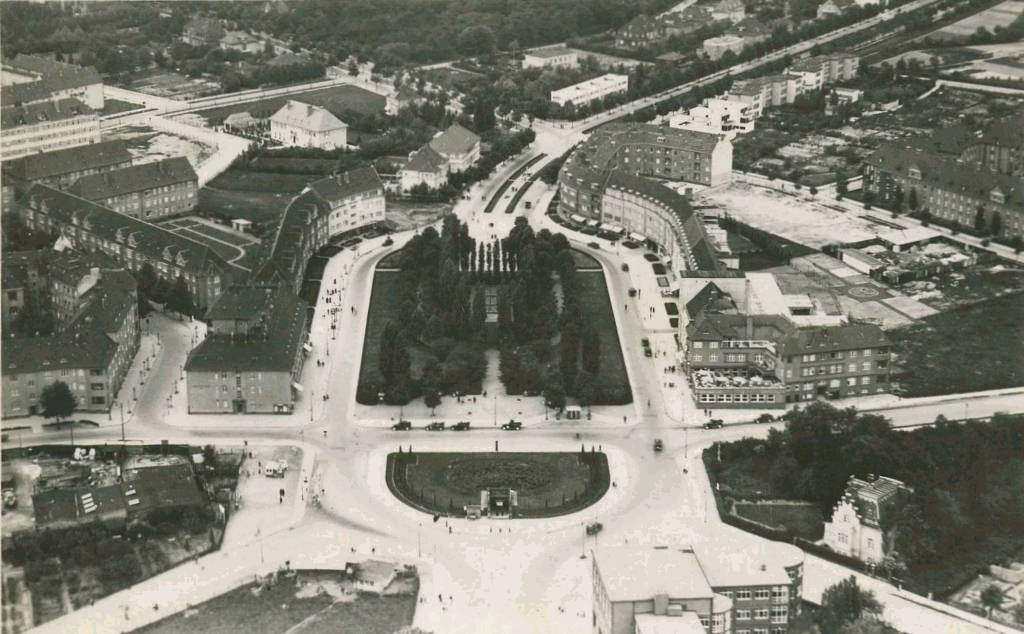
Luftbild, um 1935

Die Grünanlagen des Platzes entwarf der Gartenarchitekt Georg Kuphaldt.

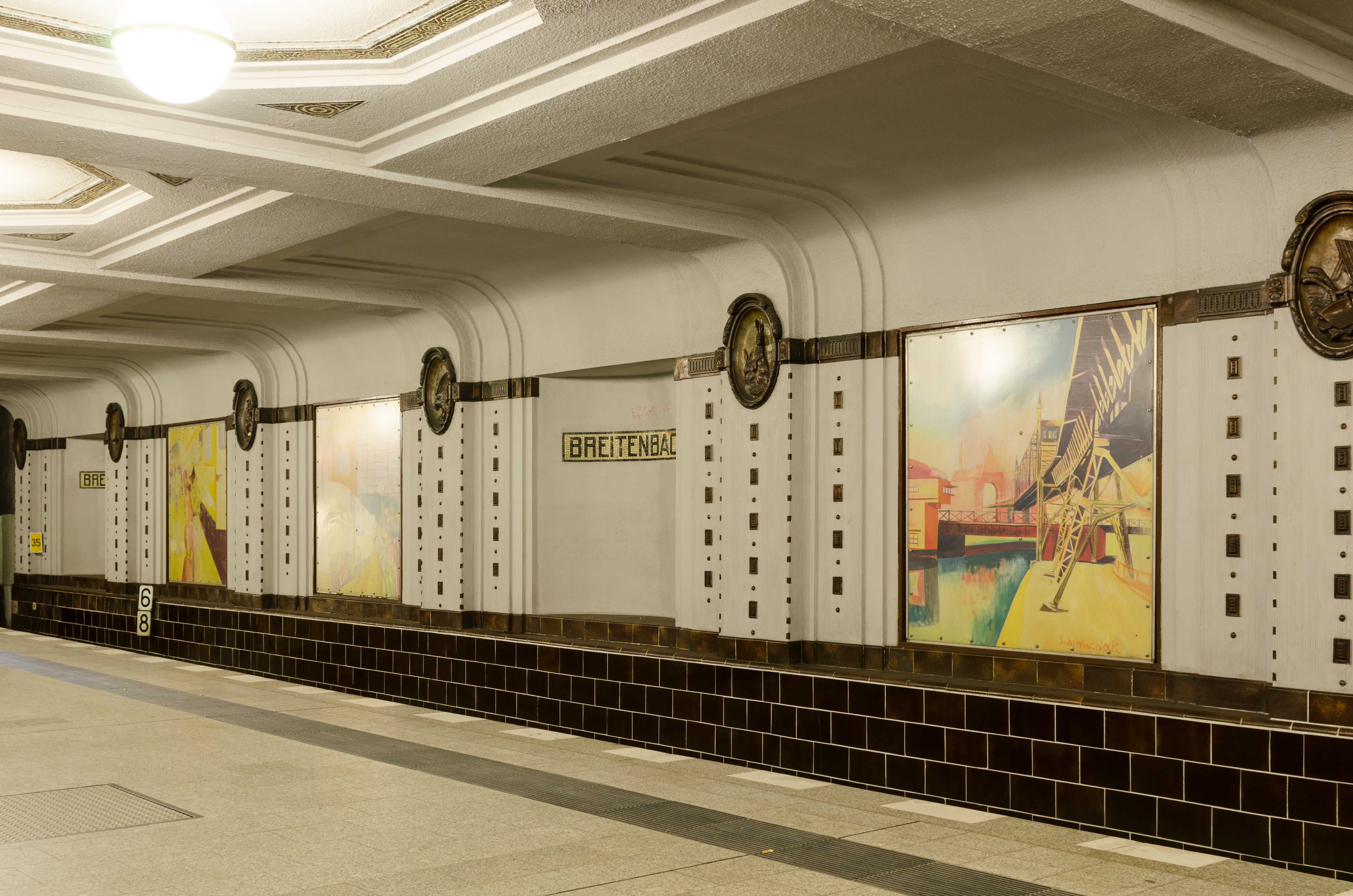
U-Bahnhof Breitenbachplatz

An der nordöstlichen Seite des Breitenbachplatzes grenzt das Reichsknappschaftshaus als Architekturdenkmal an. Die Strecke des Berlin-Marathons führt regelmäßig unmittelbar am nördlichen Ende des Breitenbachplatzes vorbei (Streckenkilometer 27).

## Breitenbachplatzbrücke
In den 1970er Jahren wurde im Zuge des Ausbaus des Berliner Stadtautobahnnetzes im nordöstlichen Bereich des Breitenbachplatzes ein Zubringer zum Stadtring A 100 quer über den Platz als spätere A 104 gebaut. Im Verlauf dieser Trasse befindet sich die in Deutschland bisher einzigartige Autobahnüberbauung Schlangenbader Straße. Ursprünglich sollte diese Stadtautobahn über die Schildhornstraße bis zur Schloßstraße und der A 103 verlängert werden, dieser Plan wurde jedoch nie in die Tat umgesetzt. Insbesondere von Seiten der Anwohner der Schildhornstraße ging dem Brückenbau massiver Bürgerprotest voraus. Inzwischen ist die A 104 nur noch ein Ast der A 100. Derzeit gibt es wieder eine Bürgerinitiative, die sich für den Abriss der Autobahnbrücke und die Wiederherstellung des Platzes einsetzt.
Die zuständige Senatsverwaltung plant den Rückbau und Abriss der Brücken über den Breitenbachplatz. Die Bauwerke weisen bautechnische Mängel auf. Das Rückbauvorhaben, das sich aktuell (Stand: 2025) in der Ausführungsphase befindet, begann im vierten Quartal 2024 und soll etwa 24 Monate dauern, wobei ab dem ersten Quartal 2025 mit verkehrsbedingten Einschränkungen zu rechnen ist. Für die Gesamtkosten des Projektes sind rund acht Millionen Euro geplant.

## Radverkehr
Am Breitenbachplatz befindet sich seit 2016 eine von 17 in Berlin festinstallierten automatischen Radzählstellen. Unter allen mit einer Zählstelle versehenen Plätzen der Stadt ist der Platz der am elftstärksten vom Radverkehr frequentierte Ort.